# Humata dryopteridifrons
Humata dryopteridifrons là một loài dương xỉ trong họ Davalliaceae. Loài này được Hayata mô tả khoa học đầu tiên năm 1916.
Danh pháp khoa học của loài này chưa được làm sáng tỏ. 